# Fonte (Italie)
Pour les articles homonymes, voir Fonte.
Fonte est une commune de la province de Trévise dans la région Vénétie en Italie.

## Administration
| Période                                  | Période | Identité | Étiquette | Qualité |
| ---------------------------------------- | ------- | -------- | --------- | ------- |
|                                          |         |          |           |         |
| Les données manquantes sont à compléter. |         |          |           |         |

### Communes limitrophes
Asolo, Crespano del Grappa, Paderno del Grappa, Riese Pio X, San Zenone degli Ezzelini